# Gama (Fahrzeughersteller)
Gama (für Gaussin Macnica Mobilité SASU) ist ein französischer Hersteller von autonomen Fahrzeugen. Die Firma ging aus Navya mit Sitz in Villeurbanne (bei Lyon) hervor, einem 2014 gegründeten französischer Hersteller von autonomen Fahrzeugen. 
Die Fahrzeugherstellung von Navya wurde im April 2023 und in Gaussin Macnica Mobility (Gama) umbenannt.
Der 2015 vorgestellte Kleinbus Arma, der in zahlreichen Tests mit einem mitfahrenden Operator eingesetzt wurde, ist eines der ersten fahrerlosen Serienfahrzeug für den Regelverkehr.

## Fahrzeug

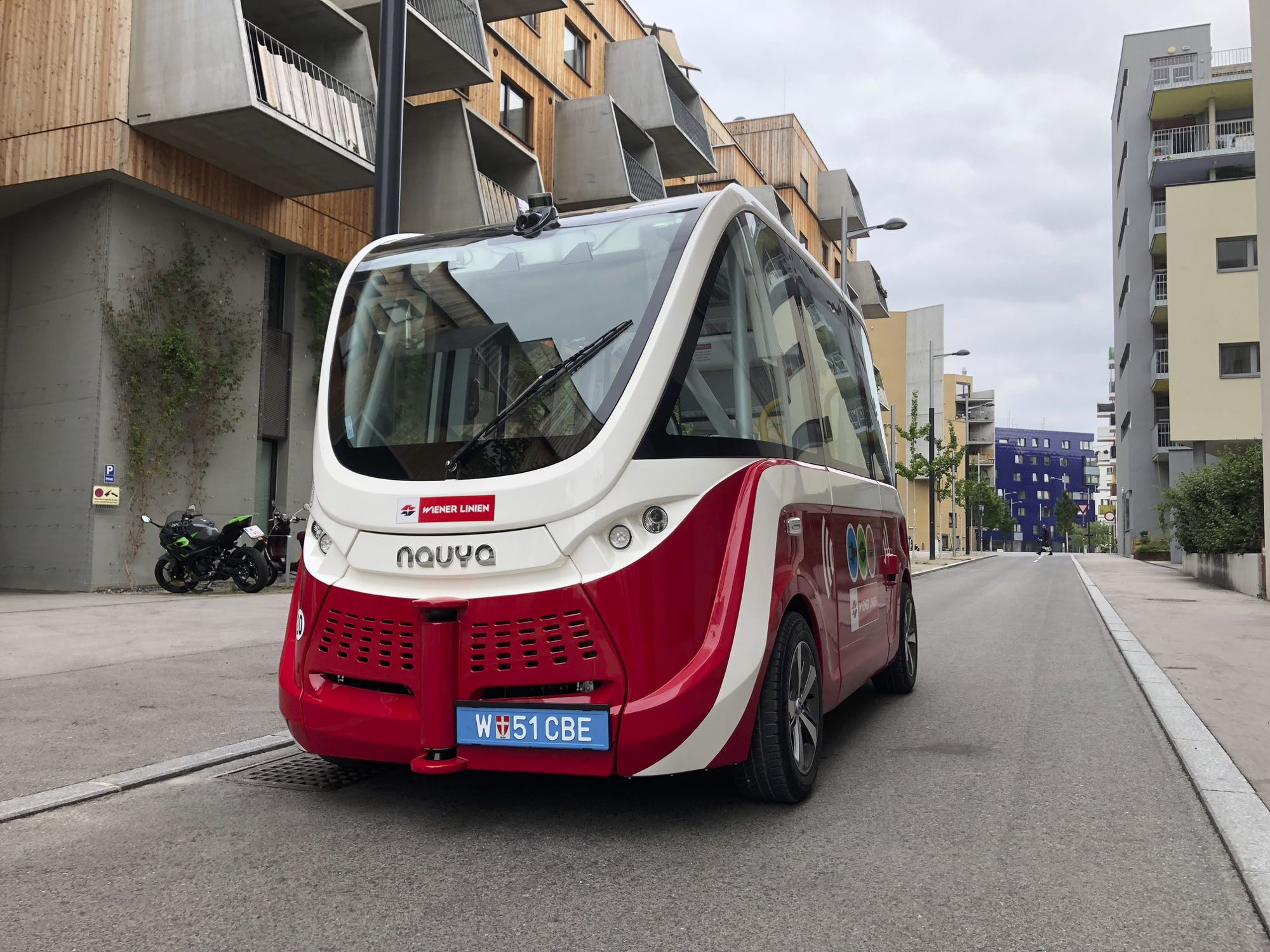
Testbetrieb in der Wiener Seestadt Aspern (2019)

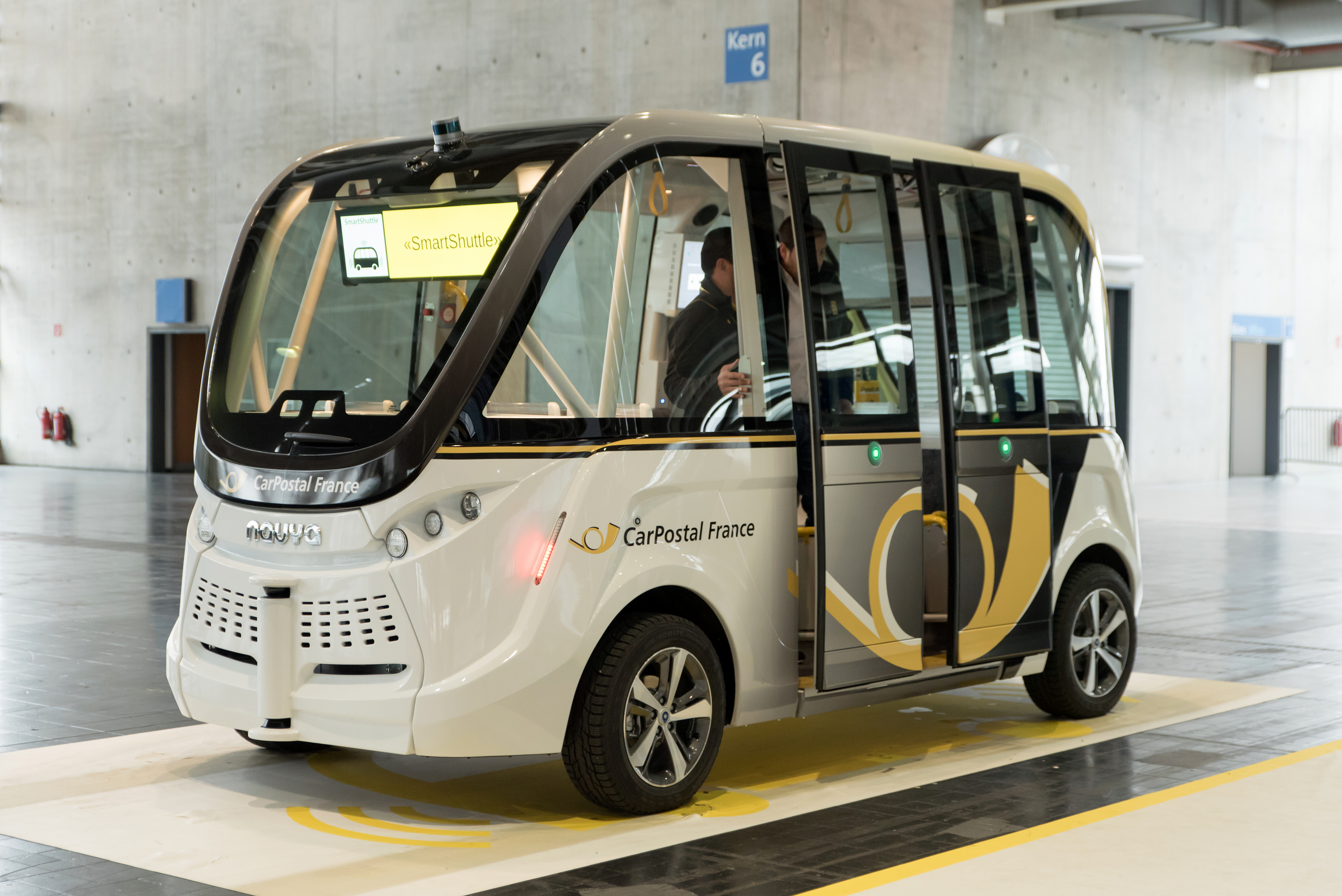
Arma bei der CeBIT (2017)

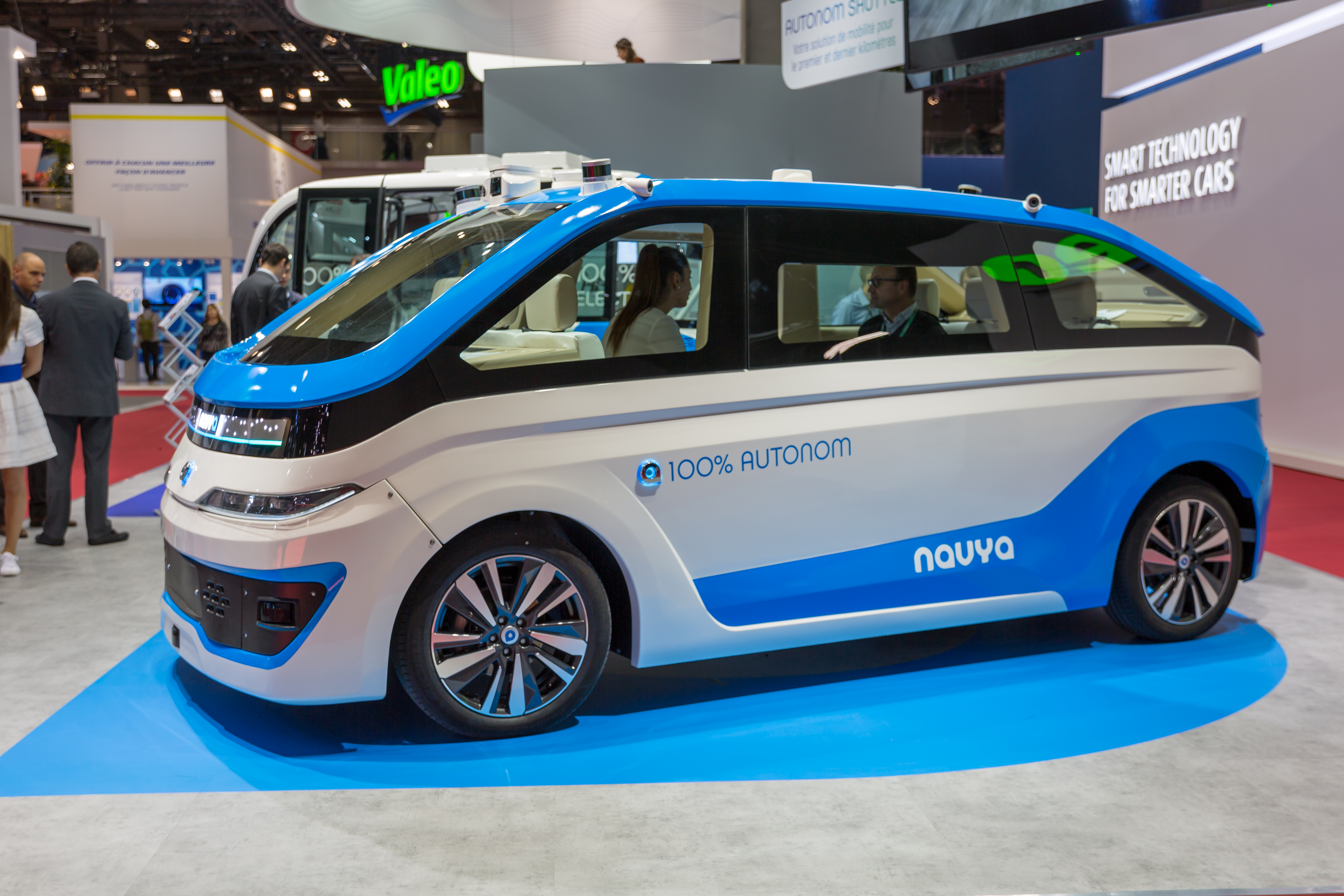
Zweites Modell Autonom Cab

Der im Oktober 2015 eingeführte Navya Arma ist ein autonomes Elektrofahrzeug für den Personennahverkehr. Als „intelligenter“ fahrerloser Shuttlebus kann das Fahrzeug bis zu 15 Personen mit bis zu 25 km/h befördern. Seit 2018 wird das Fahrzeug als Autonom Shuttle vermarktet und ein zweites Modell Automon Cab vorgestellt.

## Unternehmen
Das Unternehmen wurde 2014 von Christoph Sapet gegründet, der zuvor einer der Mitgründer des Videospielehersteller Infogrames Studios war. Im Januar 2016 konnte das Unternehmen 4,1 Mio. Euro Risikokapital bei Finanzinvestoren aufnehmen. Im Oktober 2016 folgte eine neue Finanzierungsrunde von 30 Mio. Euro, die von dem Automobilzulieferer Valeo, dem Verkehrsbetreiber Keolis und einem Finanzinvestor aus Katar gezeichnet wurde.
Im Juli 2018 erfolgte die Börsennotierung an der Börse in Paris (Euronext).
Navya wurde nach seiner Insolvenz im April 2023 von der Börse genommen und liquidiert, Teile der Firma wurden von einem joint-venture des französischen Fahrzeugherstellers Gaussin (Anteil von am Gemeinschaftsunternehmen von 51 %) und des japanischen Herstellers Macnica (49 %) übernommen. Das neue Unternehmen firmierte zunächst als Gaussin Macnica Mobility, wurde im September in Gama umfirmiert.

## Einsätze

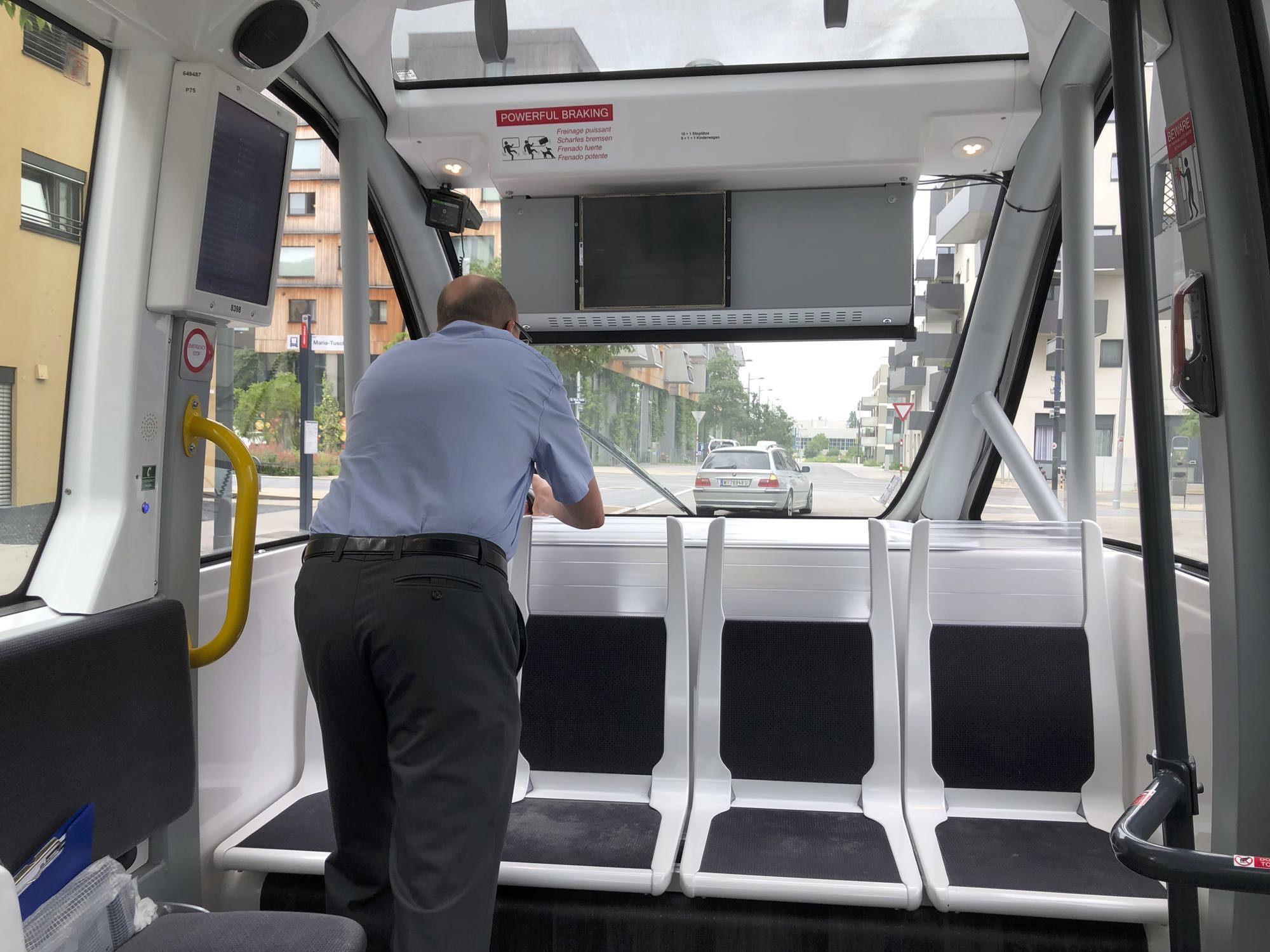
Bus wird nach Ausfall von Operator mit XBox-Controller manuell über die Kreuzung gesteuert (2019)

Ab April 2016 sind sechs Fahrzeuge im Personentransport auf dem Gelände des Kernkraftwerks Civaux in Frankreich im Einsatz; ein erster experimenteller Einsatz im öffentlichen Personenverkehr begann im Juni 2016 mit zwei Fahrzeugen in Sitten; im September 2016 lief in Lyon ein weiterer Einsatz im öffentlichen Nahverkehr an. Ab Mitte Mai 2017 ist ein Testbetrieb für den öffentlichen Verkehr in Koppl (Salzburg-Umgebung) vorgesehen.
Der von der Sylter Verkehrsgesellschaft (SVG) im April 2019 eingeführte eigenständige Shuttle-Service in Keitum gilt als Erfolg. Bei zwölf Fahrten pro Tag legte der Kleinbus bisher bereits mehr als 3000 km zurück und beförderte mehr als 9000 Fahrgäste.
Die Technische Universität Hamburg (TUHH) leitete das Projekt „TaBuLa“, ein Testzentrum für autonome Kleinbusse im Kreis Herzogtum Lauenburg in der Kleinstadt Lauenburg/Elbe. Hier war der fahrerlose elektrische Kleinbus von Oktober 2019 bis November 2020 nacheinander auf drei ringförmigen Routen mit Fahrgästen und teilweise auch mit Briefen und Paketen („TaBuLa-LOG“ Warentransport) mit 18 km/h unterwegs. In Verbindung mit den V2X-Ampeln fügte sich der Shuttle in das Busnetz ein.
Ab Juni 2019 waren zwei fahrerlose Kleinbusse im Testbetrieb in der Wiener Seestadt für zwei Jahre unterwegs. Dafür wurden fünf Mitarbeiter der Wiener Linien zu Operatoren ausgebildet, die bei jeder Fahrt an Bord waren und in das Geschehen hätten eingreifen können. Das Konsortium aus Wiener Linien, Austrian Institute of Technology, Kuratorium für Verkehrssicherheit in einem Forschungsprojekt beendete das Forschungsprojekt und den Einsatz der zwei E-Busse im Juni 2021. Im Winter und auch im Sommer war schlechte Witterung eine Herausforderung für die Technik. Speziell bei leichtem Schneefall, starkem Wind, starkem Regen oder Nebel mussten die Busse manuell gesteuert werden.

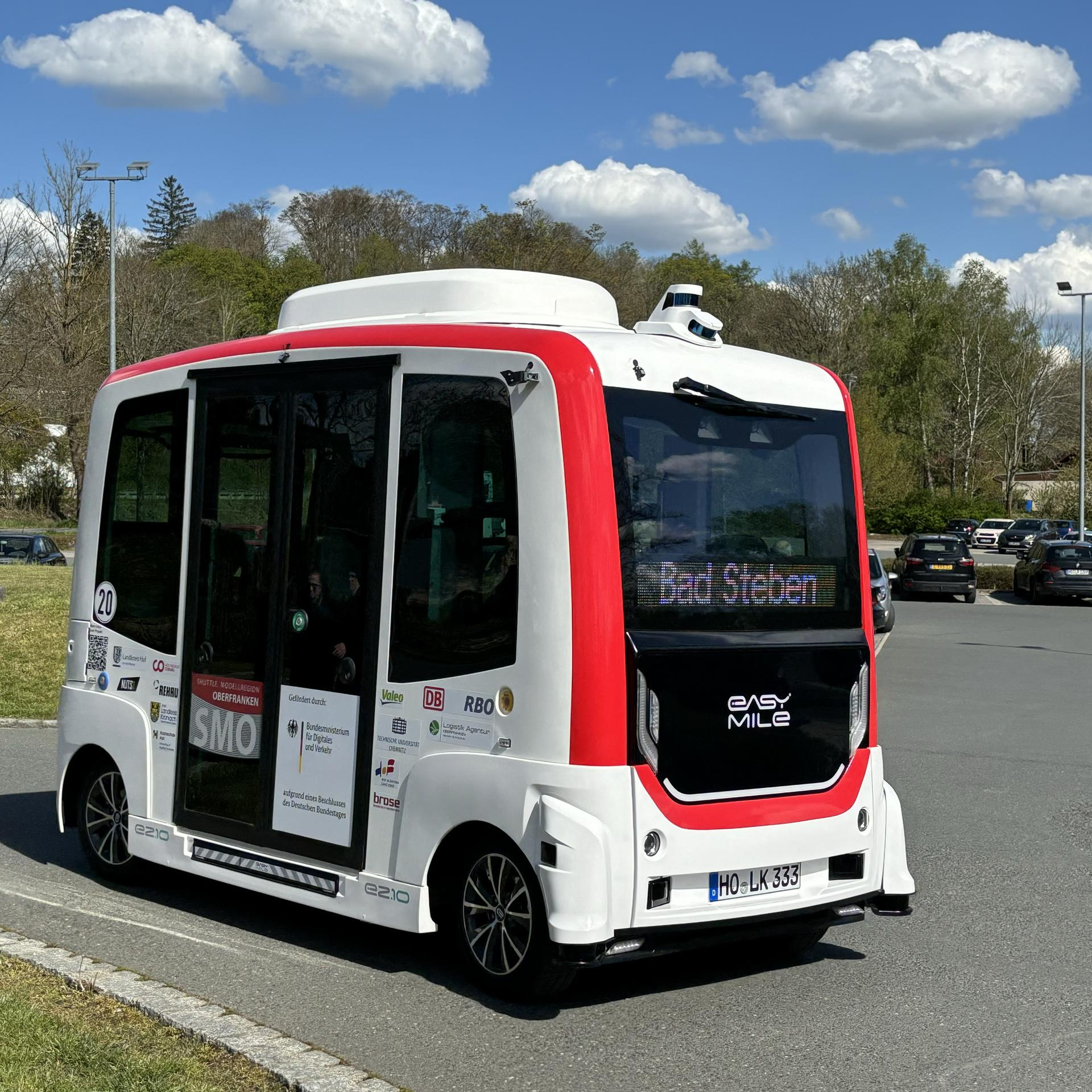

Mit der „Shuttle Modellregion Oberfranken“ gibt es autonome Shuttles von Navya, die in Hof zwischen der Hofer Altstadt und Hof Hauptbahnhof verkehren. Hiermit wurde neben dem bereits bestehenden ÖPNV-Netz eine weitere Nahverkehrsverbindung hinzugefügt. Das Shuttle fährt bereits bestehende Bushaltestellen an, aber auch extra für ihn eigene Shuttlehaltestellen. Testfahrten begannen Anfang der 2020er-Jahre. Der Transport ist kostenfrei. Neben Hof gibt es eine Strecke in Kronach. In Rehau wurde Streckenbetrieb bis Juni 2022 durchgeführt. Eine Strecke verlief in Zusammenarbeit mit Rehau Industries zwischen Gebäuden ebendieser, eine zweite Strecke integrierte die Innenstadt Rehaus. In Rehau wurde so der deutschlandweit erste Bahnübergang mit einer automatisierten Fahrweise passiert, die das autonome Shuttle bewerkstelligte.